# Abrochia fulvisphex
Abrochia fulvisphex là một loài bướm đêm thuộc phân họ Arctiinae, họ Erebidae.